# Forderungsübergang
Als Forderungsübergang (auch: Zession, aus lateinisch cessio „abtreten“) wird die Übertragung einer Forderung von einem Gläubiger auf einen anderen Gläubiger bezeichnet. Unterschieden werden der rechtsgeschäftliche Forderungsübergang, die Abtretung gemäß §§ 398 ff. BGB, und der gesetzliche Forderungsübergang (cessio legis), der gemäß § 412 BGB in vielen Rechtswirkungen gleichgestellt ist.

## Rechtsgeschäftlicher Forderungsübergang
Die rechtsgeschäftliche Forderungsübertragung erfolgt durch ein Verfügungsgeschäft gemäß § 398 Satz 2 BGB. Voraussetzung ist die Existenz einer inhaltlich bestimmten Forderung. Auch zukünftige Forderungen können abgetreten werden, soweit sie inhaltlich (bereits) bestimmbar sind. Der Zedent – das ist der die Forderung Abgebende – und der Zessionar – der die Forderung übernimmt –, müssen sich darüber einigen, dass ein Wechsel der Inhaberschaft der Forderung erfolgen soll und damit die Stellung des Gläubigers gegenüber dem Schuldner ausgetauscht wird. Rechtsnachfolger mit allen Rechten und Pflichten wird der Zessionar, der in die Rechtsposition des Zedenten eintritt. Mit dem Übergang der Gläubigerstellung, gehen auch unselbstständige Sicherungsrechte gemäß § 401 BGB auf den Zessionar über. 
Ein Forderungsübergang hängt an der Berechtigung des Zedenten die Forderung übertragen zu dürfen. Das bedeutet, dass der Zedent rechtmäßiger Inhaber der Forderung sein muss. Gemäß § 405 BGB kommt in Ausnahmefällen auch der sogenannte gutgläubige Erwerb in Betracht. Ausgeschlossen ist der Übergang einer Forderung allerdings, wenn die Abtretung vertraglich ausgeschlossen ist oder nur unter Änderung des Inhalts der Leistung erfolgen kann (Alternativen des § 399 BGB), sowie dann, wenn die Forderung gemäß § 400 BGB unpfändbar ist (insbesondere §§ 850 ff. ZPO).
Mit dem Forderungsübergang korrelieren Auskunftsansprüche (§ 402 BGB). Da sich Forderungen gegen den Schuldner der Forderung richten – der seinerseits Dritter gegenüber dem Zessionar ist – greift zu dessen Gunsten der Schuldnerschutz der §§ 404 bis 410 BGB. Ihm stehen alle Einwendungen und Einreden zu, die er gegen den ursprünglichen Gläubiger, der sein persönlicher Vertragspartner war, hatte. Auch kann er die Leistung (aus der Forderung) an diesen bewirken.

## Gesetzlicher Forderungsübergang
Vom gesetzlichen Forderungsübergang wird gesprochen, wenn der Rechtsübergang gesetzlich angeordnet ist. Auf den gesetzlichen Forderungsübergang sind nach § 412 BGB die Vorschriften über den rechtsgeschäftlichen Forderungsübergang anwendbar, soweit Anwendbarkeit besteht.
Ein klassischer Anwendungsfall ist die Befriedigung einer Gesamtschuld (§§ 420 ff. BGB). Befriedigt ein Schuldner die Forderung des Gläubigers, so geht die Forderung des Gläubigers gemäß § 426 Abs. 2 BGB automatisch auf ihn über, sodass er den Ausgleich im Innenverhältnis aller Schuldner bewirken kann. Ähnliches gilt für Bürgschaften (§ 774 BGB). Wird der Bürge in Anspruch genommen, indem er für den Hauptschuldner zahlt, geht die Hauptforderung auf ihn über. Gleiches regelt das Hypothekenrecht (§ 1142 ff. BGB), wenn der Grundstückseigentümer für den Schuldner zahlt oder beim Pfandrecht (§ 1225 BGB), wenn der Pfandgeber für den Schuldner zahlt, wobei das Pfand gemäß § 1249 BGB abgelöst wird. Leistet ein Verwandter an Stelle des Unterhaltspflichtigen Unterhalt, erlangt er Freistellung gemäß § 1607 Abs. 3 BGB. 
Über die im BGB geregelten Fälle hinaus sind Legalzessionen in Spezialgesetzen enthalten, so etwa in § 86 VVG (Versicherer). Die Leistungsbewirkung (Schadensausgleich) zugunsten des Versicherungsnehmers führt kraft Gesetzes zum Forderungsübergang auf den Versicherer. Weitere Legalzessionen resultieren etwa aus § 6 EFZG (Arbeitgeber) oder § 43 RVG. Auch sozialrechtliche Bestimmungen (§§ 115 f. SGB X, § 94 SGB XII, § 187 SGB III oder § 7 Unterhaltsvorschussgesetz) kennen Legalzessionen. Im Bereich des Sozialrechts tritt häufig der Fall auf, dass Sozialleistungsträger durch Verwaltungsakt (§ 93 SGB XII) bei verarmten Sozialempfängern für diese Ansprüche auf Rückforderung einer Schenkung (§ 528 BGB) auf sich überleiten und diese dann zur Deckung ihrer Kosten geltend machen.
Jeder, der durch Zwangsvollstreckung Rechte an Sachen verliert, darf den Gläubiger befriedigen; in dem Fall geht die Forderung gegen den Vollstreckungsschuldner auf ihn über (§ 268 Abs. 3 BGB). Der Legalzession stehen ebenso die Forderungsübergänge kraft Hoheitsakt beispielsweise aus § 835 ZPO gleich.